# Гедройц, Антон Эдмундович
Антон Эдмундович Гедройц (пол. Antoni Giedroyć; 21 февраля 1848, Карвис, Вильнюсский район — 26 октября 1909, Вильна) — российский, литовский и белорусский учёный-геолог, исследователь Забайкалья, Амударьи и Прибалтики, один из первых сотрудников Геолкома (Геологический комитет).

## Биография
Родился 21 февраля 1848 года в селе Карвис, Виленской губернии, Российская империя.
Из княжеского рода Гедройцев, происходящих от князей Гедройтских, которые после утраты владетельных прав во времена Витовта стали именоваться князьями Гедройцами.
Окончил Екатеринославское высшее горное училище и Фрайбергскую горную академию.
В течение многих лет исследовал Литву, Белоруссию и прилежащие районы Польши. Опубликовал в 1895 году сводную работу по геологии данного обширного региона Балтии.
В 1881—1884 годах изучал бассейн реки Припять, высказал мысль о ледниковом происхождении покровных отложений Полесья.
Исследовал долину реки Амударья и долину Узбоя. По мере изучения среднеазиатских рек, он одним из первых пришел к выводу, что Узбой — это древнее русло Аму-Дарьи, впадавшей прежде в Каспийское море.
В 1895—1898 работах в составе Забайкальской горной партии, под руководством В. А. Обручева. Провёл геологические изыскания на трассе строящейся железной дороги вдоль р. Шилка от Нерчинска до села Покровка.
Сделал петрографическое описание гранитов, тоналитов, порфиров, других изверженных пород Восточной Сибири. В долине р. Шилка его основное внимание привлекало изучение плутонических и метаморфических горных пород, золотоносных россыпей и различных рудопроявлений — Ag-Pb, Hg, Fe, Mn, графита. Поставил вопрос о детальных исследованиях и разведке каменноугольных месторождений вдоль р. Букачача. Изучил и описал углекислый минеральный источник в долине р. Кахталга. Установил наличие четырёх хорошо очерченных хребтов в юго-западной части Восточного Забайкалья. Гедройц назвал их Газимуро-Ундинский (ныне Газимурский), Нерчинский, Урулюнгуе-Борзинский (ныне Кличкинский) и Урулюнгуе-Аргунский (ныне Аргунский).
Вместе с А. П. Герасимовым описал хребет, назвав его именем Эрмана. Внёс исправления и уточнил карту реки Аргунь ниже по течению села Новоцурухайтуй. Маршрут забайкальской экспедиции в процессе исследований составил более 7000 вёрст.
Скончался 26 октября 1909 года в Вильно.

## Членство в организациях

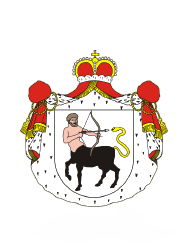
Фамильный герб

- 1880 — Императорское Русское географическое общество.